# Williamsville (Illinois)
Pour les articles homonymes, voir Williamsville.
Williamsville est un village du comté de Sangamon en Illinois.
La population était de 1 476 habitants en 2010.
Williamsville est situé sur l'ancienne U.S. Route 66, et on y trouve le Dream Car Museum.